# Lișnea, Kremeneț
Lișnea (în ucraineană Лішня) este un sat în comuna Bilokrînîțea din raionul Kremeneț, regiunea Ternopil, Ucraina.

## Demografie
Componența lingvistică a localității Lișnea
     Ucraineană (99,48%)
     Alte limbi (0,52%)
Conform recensământului din 2001, majoritatea populației localității Lișnea era vorbitoare de ucraineană (99,48%), existând în minoritate și vorbitori de alte limbi.